# Darwin Airline

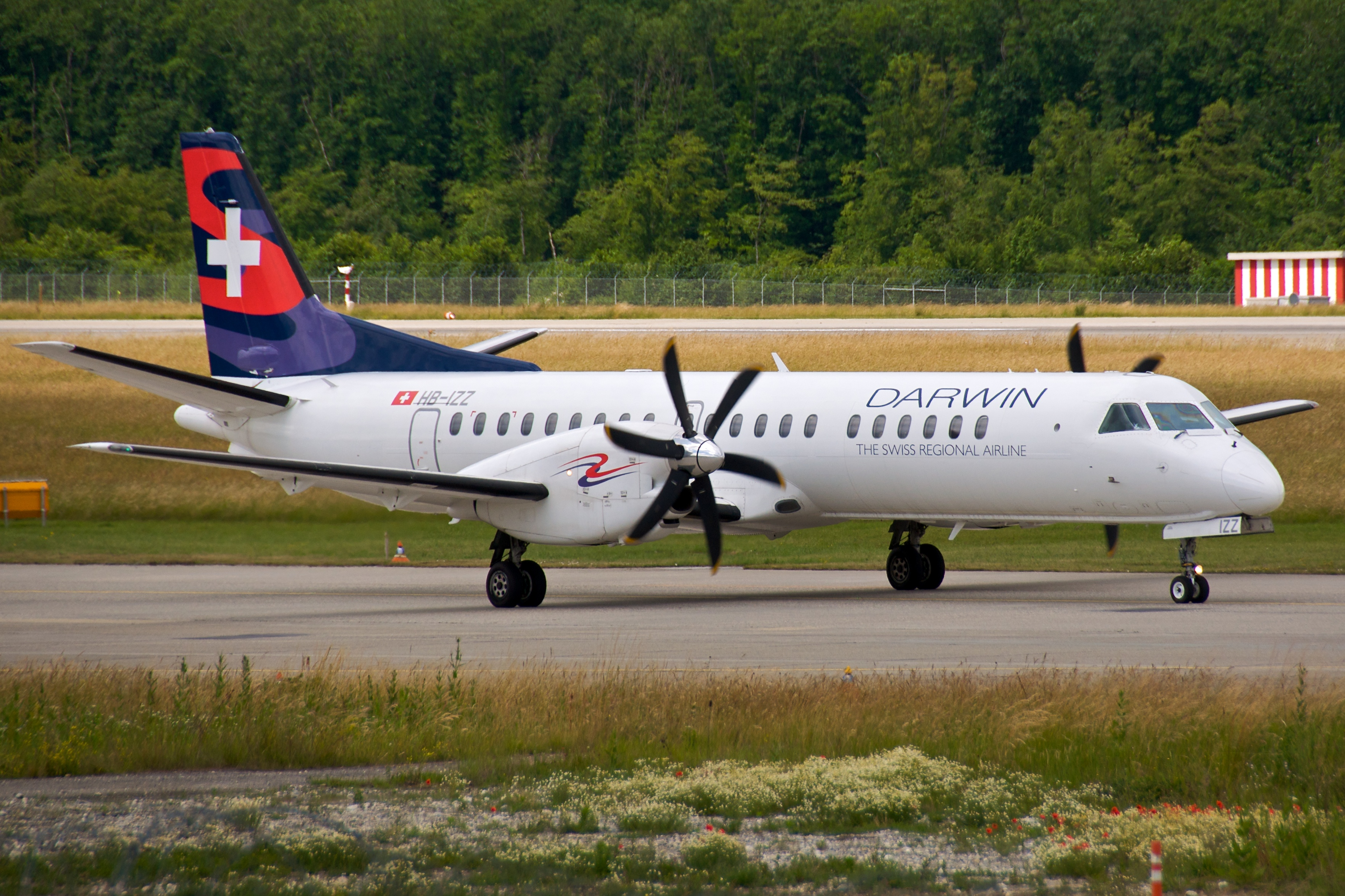
Руление Saab 2000 авиакомпании Darwin Airline в международном аэропорту Женевы

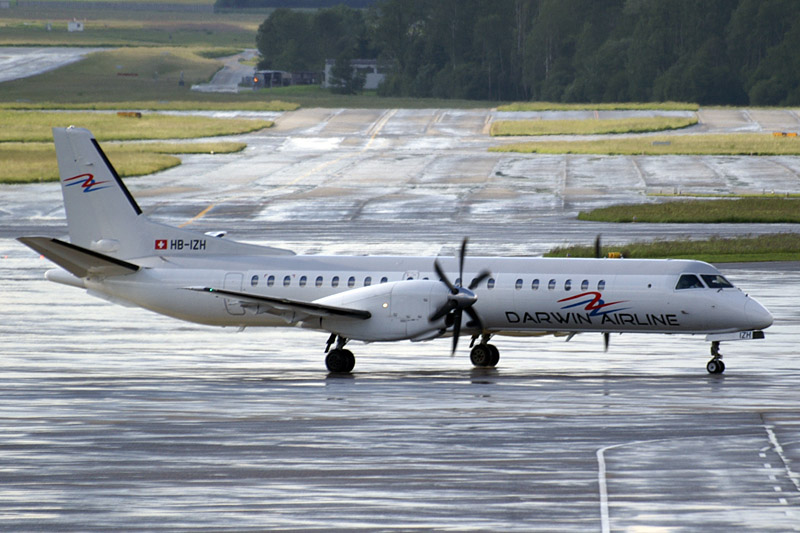
Saab 2000 авиакомпании Darwin Airline в аэропорту Цюриха

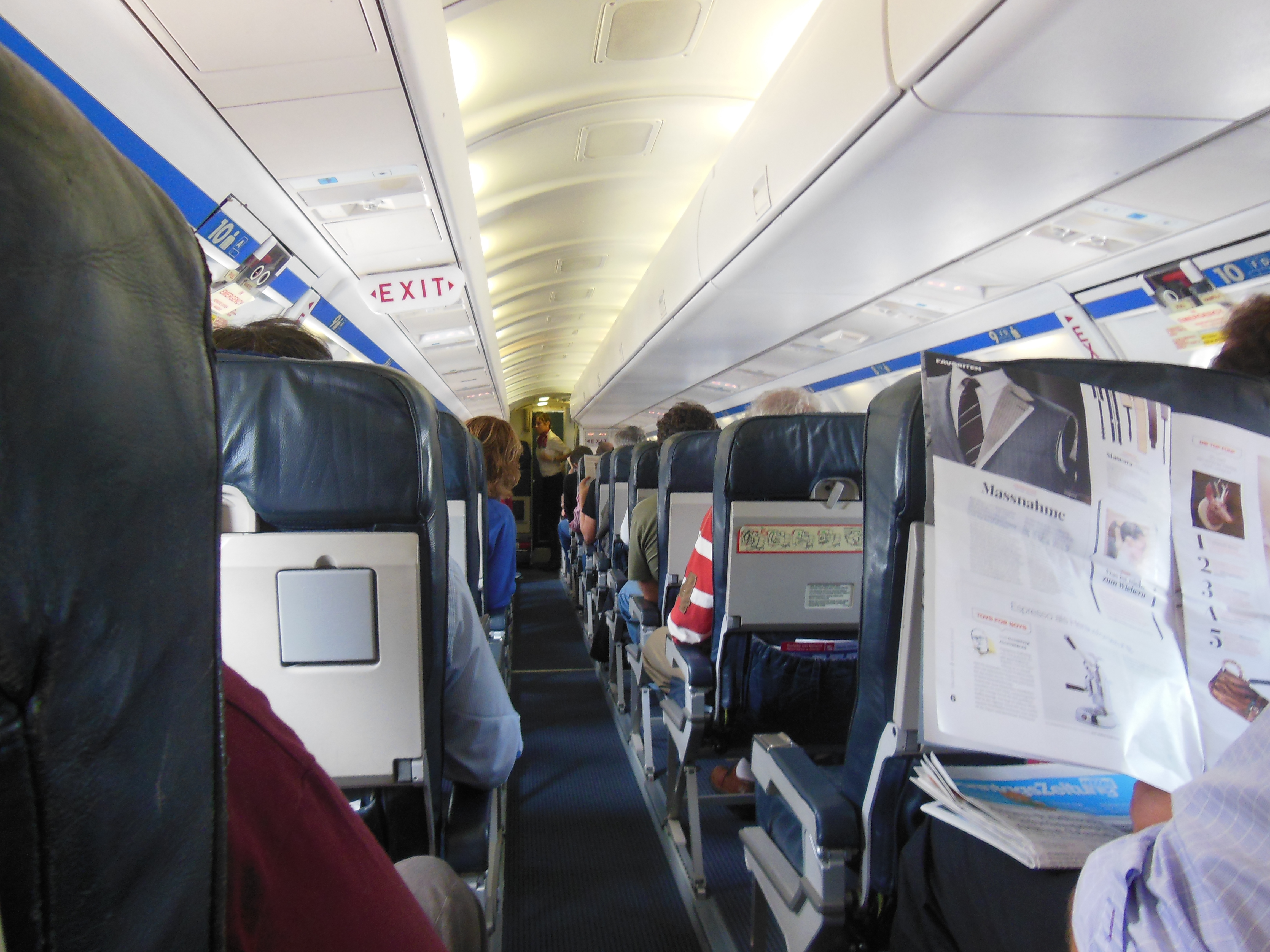
Пассажирский салон Saab 2000 Darwin Airline

Darwin Airline, с января 2014 года действующая под брендом Etihad Regional, — швейцарская региональная авиакомпания со штаб-квартирой в аэропорту Лугано, работающая в сфере регулярных внутренних и международных пассажирских перевозок в Италии, Франции, Испании, Великобритании, Боснии и Герцеговины, Германии, Нидерландах, Сербии и Швейцарии.
Портом приписки перевозчика и его главным транзитным узлом (хабом) является аэропорт Лугано, в качестве ещё одного основного хаба используется международный аэропорт Женевы.

## История
Авиакомпания Darwin Airline была основана 12 августа 2003 года и начала операционную деятельность 28 июля следующего года. По состоянию на октябрь 2013 года в штате перевозчика работало 220 человек.
25 ноября 2010 года Darwin Airline объявила о планах приобрести в начале следующего года авиакомпанию Baboo. Предполагалось, что объединённый перевозчик будет выполнять часть маршрутов под прежним брендом Baboo, остальные рейсы перейдут под торговую марку Darwin Airline с существенным увеличением частоты полётов по этим направлениям.
2 сентября 2013 года открыла дополнительный хаб в аэропорту Кембриджа, из которого стали осуществляться регулярные пассажирские перевозки в Амстердам (Схипхол), Париж (Шарль-де-Голль), Милан (Мальпенса) и в её женевский хаб на самолётах Saab 2000.
17 ноября 2013 года авиакомпания Etihad Airways объявила о приобретении одной трети собственности Darwin Airline. После окончания сделки с января 2014 года швейцарская компания продолжила обслуживание своей маршрутной сети, но уже под торговой маркой Etihad Regional с указанием в ней «operated by Darwin Airline» («рейсы выполняются Darwin Airline»). Первый самолёт в новой раскраске совершил полёт 17 января 2014 года из Лугано в Женеву; компания сообщила о том, что все десять самолётов Saab 2000 будут перекрашены под новый бренд к концу июня 2014 года. Четыре взятые в лизинг лайнера ATR 72-500 сменили свои ливреи сразу же после поступления их в распоряжение Darwin Airline.
В марте 2014 года Darwin Airline прекратила рейсы из римского аэропорта Фьюмичино в аэропорт Анкона/Фальконара и аэропорт Трапани в связи с каботажными ограничениями, действующими в пределами Евросоюза. Двумя месяцами ранее по той же причине авиакомпания была вынуждена ликвидировать регулярный маршрут из Фьюмичино в аэропорт Аоста-Вали.
В феврале 2014 года Etihad Regional прекратила полёты по регулярным маршрутам из Берлина в Познань и Вроцлав, а также из римского Фьюмичино в Загреб.

## Маршрутная сеть
В апреле 2014 года маршрутная сеть регулярных перевозок авиакомпании Etihad Regional охватывала следующие пункты назначения:
 Австрия
- Линц — аэропорт Линц

 Франция
- Биарриц — аэропорт Биарриц—Англет—Байонна (сезонный)
- Бордо — аэропорт Бордо
- Лион — аэропорт Лион имени Сент Экзюпери
- Париж — Париж (Шарль-де-Голль)
- Тулуза — аэропорт Тулуза

 Германия
- Дюссельдорф — международный аэропорт Дюссельдорф
- Лейпциг — аэропорт Лейпциг/Галле — (хаб)[12]
- Штутгарт — аэропорт Штутгарт

 Италия
- Больцано — аэропорт Больцано — под брендом Alitalia
- Кальяри — аэропорт Кальяри Эльмас (сезонный)
- Катания — аэропорт Катании Фонтанаросса
- Флоренция — аэропорт Флоренция Перелота
- Ольбия — аэропорт Ольбия Коста-Смеральда (сезонный)
- Палермо — аэропорт Палермо
- Пантеллерия — аэропорт Пантеллерия
- Рим — международный аэропорт имени Леонардо да Винчи (Фьюмичино) — (хаб)
- Лампедуза — аэропорт Лампедуза
- Трапани — аэропорт Трапани
- Турин — аэропорт Турин
- Верона — международный аэропорт Верона

 Нидерланды
- Амстердам — аэропорт Схипхол

 Сербия
- Белград — аэропорт имени Николы Теслы[13]

 Испания
- Ивиса — аэропорт Ивиса (сезонный)
- Валенсия — аэропорт Валенсия

 Швейцария
- Женева — международный аэропорт Женева — (хаб)
- Лугано — аэропорт Лугано — (хаб)
- Цюрих — аэропорт Цюрих

 Великобритания
- Кембридж — аэропорт Кембридж — (хаб)

## Флот

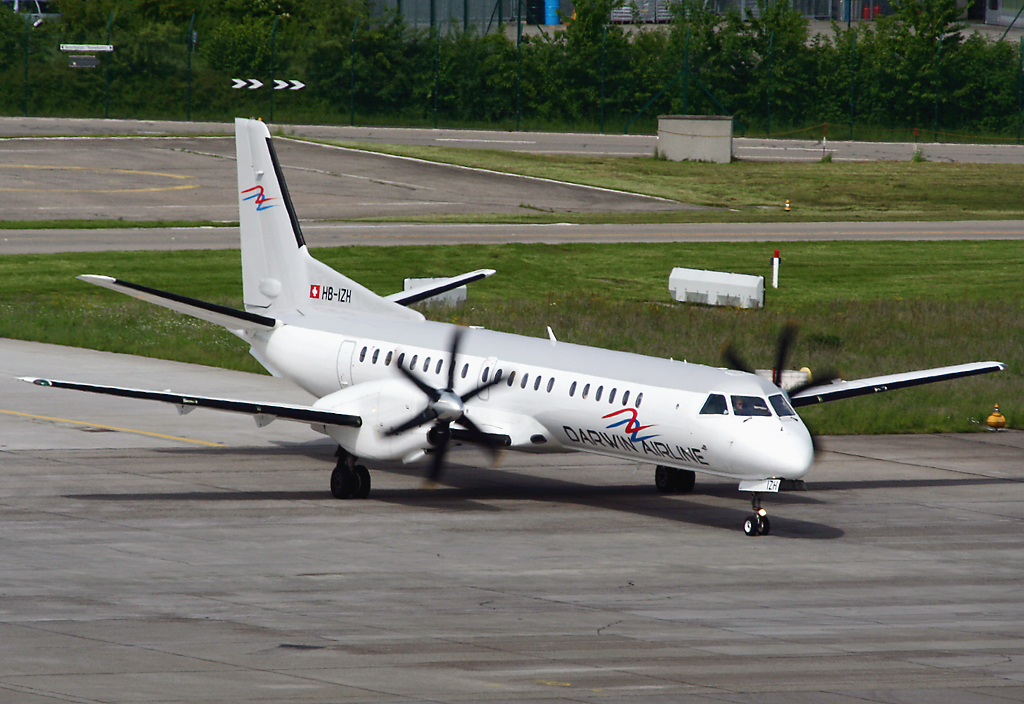
Saab 2000 авиакомпании Darwin Airline в аэропорту Цюриха

В апреле 2014 года воздушный флот авиакомпании Etihad Regional составляли следующие самолёты:
В марте 2014 года Etihad Regional получила в лизинг четыре самолёта ATR 72-500.